# Курылёв, Анатолий Иванович
Анато́лий Ива́нович Курылёв (22 апреля 1938, Владимирская область — 1 апреля 2007, Муром, Владимирская область) — советский токарь, Герой Социалистического Труда (1974), делегат XXV съезда КПСС (1976), лауреат Государственной премии СССР за выдающиеся достижения в труде (1977).

## Биография
Родился 27 апреля 1938 года в Ивановской области (ныне Владимирская область).
После окончания средней школы и профессионально-технического училища с 11 сентября 1954 года работал токарем на Муромском машиностроительном заводе имени Орджоникидзе. В совершенстве овладев специальностью токаря, выполнял наиболее сложные и ответственные работы, освоил смежные профессии фрезеровщика, шлифовщика, протяжника, работал с личным клеймом. Одному из первых в цехе ему было присвоено почетное звание «Ударник коммунистического труда».
В 1971 году выступил инициатором почина по добровольному повышению норм выработки и ускоренному росту производительности труда. В период IX пятилетки (1971—1975) выполнил два пятилетних задания.
В 1976 году он заочно окончил техникум и продолжил работать токарем.
Избирался депутатом Владимирского областного Совета народных депутатов и делегатом XXV съезда КПСС (1976).

## Награды
- Звание «Ударник коммунистического труда»
- Орден Ленина (26.04.1971; по итогам VIII пятилетки 1966—1970)
- Герой Социалистического Труда (Указ Президиума Верховного Совета СССР от 11 января 1974 года с вручением ордена Ленина (№ 422138) и золотой медали «Серп и Молот» (№ 13973))[2].
- Лауреат Государственной премии СССР за выдающиеся достижения в труде (1977)